# Ораховец, Димитр Петров
Димитр Петров Ораховец (10 октября 1892, Ловеч Болгария — 28 ноября 1963, София Болгария) — болгарский физиолог, член Болгарской АН (1946-63).

## Биография
Родился Димитр Ораховец 10 октября 1892 года в селе Ловеч. После окончания школы решил переехать в Германию (Мюнхен), где получил медицинское образование в 1918 году. В 1927 году переехал в Кембридж, где специализировался по физиологии. Вскоре после этого переезжает на родину в Болгарию и дальнейшая его научная деятельность будет связана с Софией. С 1929-по 1958 год занимает должность заведующего кафедры физиологии медицинского факультета Софийского университета, с 1932-по 1945 год занимает должность декана медицинского факультета, с 1940-по 1945 год занимает должность профессора, с 1945-по 1947 год занимает должность ректора. Одновременно с этим с 1951-по 1963 год занимает должность директора института экспериментальной медицины (ныне — институт физиологии).
Скончался Димитр Ораховец 28 ноября 1963 года в Софии.

## Научные работы
Основные научные работы посвящены проблемам физиологии кровообращения.
- Выяснил влияние адреналина на кровеносные сосуды.
- Исследовал резервуарную функцию селезёнки.

## Членство в обществах
- Член Британского физиологического общества.
- Член Немецкого медицинского общества.

## Награды и премии
- 1950 — Димитровская премия НРБ.
- 1958 — Удостоен почётного звания Заслуженный врач НРБ.

## Список использованной литературы
- Кратка Българска Энциклопедия: В 5-и т.— София: Изд-во БАН, 1963—69.
- Биологи. Биографический справочник.— Киев: Наук. думка.— 1984, 816 с. ил